# Katzenbachtal
Das Gebiet Katzenbachtal ist ein vom Landratsamt Tübingen am 8. August 1969 durch Verordnung ausgewiesenes Landschaftsschutzgebiet auf dem Gebiet der Stadt Rottenburg am Neckar und der Gemeinde Hirrlingen.

## Lage
Das Landschaftsschutzgebiet Katzenbachtal liegt südlich von Bad Niedernau und westlich von Weiler und reicht bis zur Landesstraße 389 westlich von Dettingen. Im Gebiet befindet sich auch die Bad Niedernauer Römerquelle, die zur Mineralwassergewinnung genutzt wird.

## Landschaftscharakter
Das Gebiet umfasst das Tal des Katzenbachs, das tief in den Oberen und Mittleren Muschelkalk eingeschnitten ist. Die Talhänge sind bewaldet und zum Teil mit Felsformationen durchsetzt, lediglich in der Aue befinden sich als Grünland genutzte Flächen. Auf den oberhalb des Katzenbachtals liegenden Flächen wurden auch einige Offenlandbereiche mit Äckern und Wiesen in das Gebiet integriert.

## Zusammenhängende Schutzgebiete

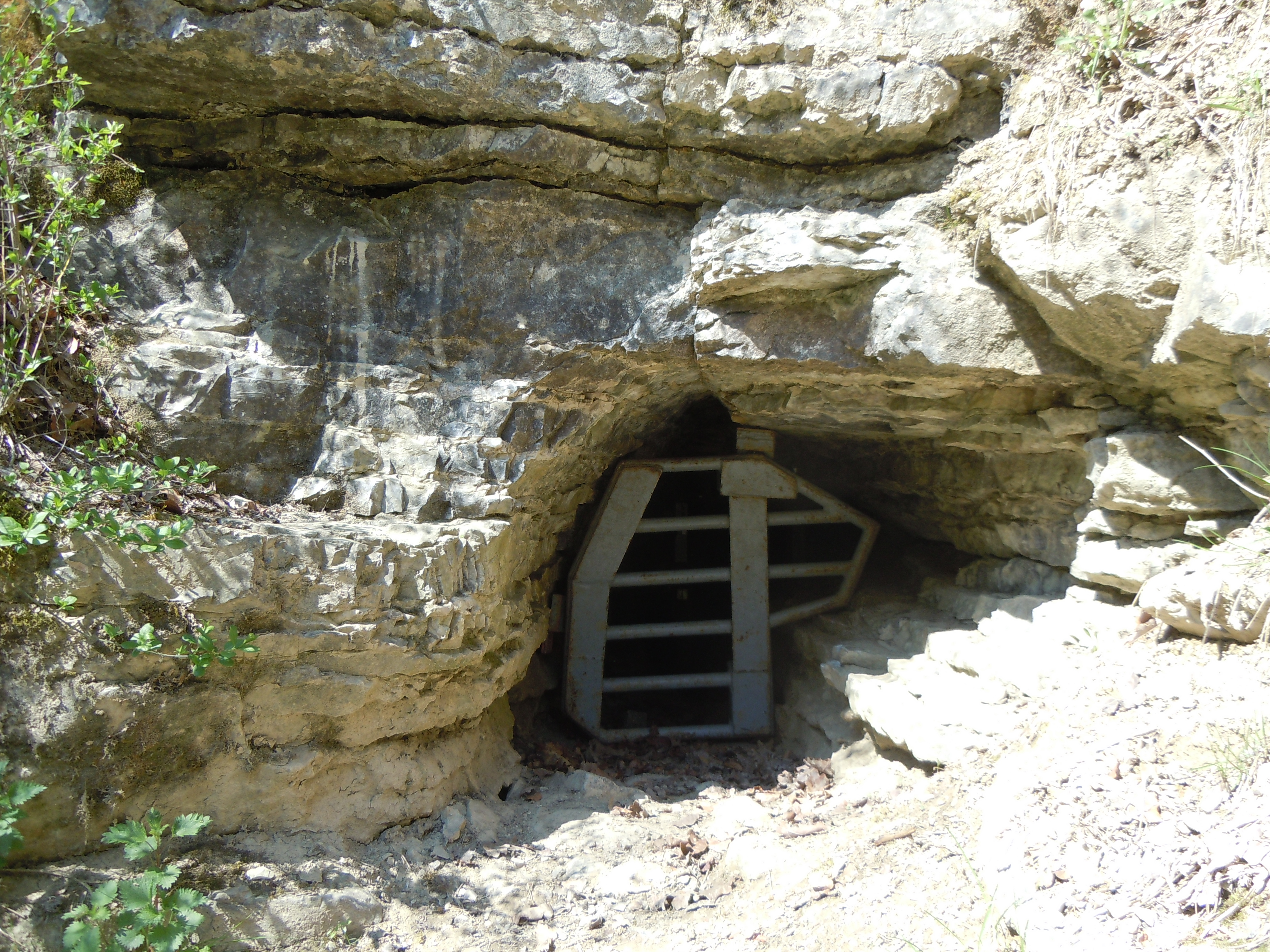
Das Naturdenkmal Sieben-Täler-Höhle

Das Landschaftsschutzgebiet Katzenbachtal grenzt im Norden unmittelbar an das Landschaftsschutzgebiet Oberes Neckartal mit den Seitentälern Rommelstal, Starzeltal und Eyachtal. Teilweise überschneidet sich das Gebiet mit dem FFH-Gebiet Neckar und Seitentäler bei Rottenburg
Die Sieben-Täler-Höhle am rechten Talhang nordwestlich der Katzenbacher Ziegelhütte ist als Naturdenkmal ausgewiesen.